# سالی راید
سالی کریستن راید (به انگلیسی: Sally Kristen Ride) (زادهٔ ۲۶ مه ۱۹۵۱ - درگذشته ۲۳ ژوئیه ۲۰۱۲) فیزیک‌دان و نخستین فضانورد زن آمریکایی بود. او در سال ۱۹۷۸ میلادی به سازمان ناسا پیوست و نخستین سفر فضایی‌اش را در سال ۱۹۸۳ در سن ۳۲ سالگی با شاتل فضایی چلنجر به انجام رساند. سالی راید هنگام انجام این مأموریت نه تنها نخستین زن فضانورد آمریکایی، بلکه جوان‌ترین فضانورد آمریکایی نیز بود.
علاوه بر پژوهش‌های فیزیکی و فعالیت‌های فضانوردی، او «شرکت علوم سالی راید» را نیز بنیان گذارد؛ تمرکز این شرکت در تولید محتوا، ابزار و برنامه‌های مورد نیاز برای آموزش علوم در مقاطع دبستان و راهنمایی، و تشویق دختران برای وارد شدن به رشته‌های علوم پایه بود.

## از کودکی تا جوانی
سالی راید در ۲۶ مه ۱۹۵۱ (برابر ۵ خرداد ۱۳۳۰) در محله انسینو در حومه لس آنجلس در ایالت کالیفرنیا و در خانواده‌ای نروژی‌تبار چشم به جهان گشود. او نخستین فرزند کارول جویس (مادر) و دیل بردل راید (پدر) بود. خواهر کوچکترش، کرن راید، کشیش کلیسای پرسبیتری است.
سالی دبیرستان خود را در شهر لس آنجلس به پایان برد و در این دوران علاوه بر نمایش علاقه و استعدادش در علوم، موفقیت چشمگیری در ورزش تنیس کسب کرد. پس از گذراندن سه ترم در کالج سوارثمور و چند کلاس فیزیک در دانشگاه یوسی‌ال‌ای، وارد دانشگاه استنفورد شد و تحصیلات کارشناسی خود را در رشته‌های فیزیک و ادبیات انگلیسی به پایان برد. او سپس تحصیلات عالی خود را در همان دانشگاه ادامه داد و مدارک کارشناسی ارشد و دکترای خود را در رشته فیزیک برای پژوهش‌های اخترفیزیکی و پژوهش بر روی لیزر الکترون آزاد دریافت نمود.

## کار در ناسا

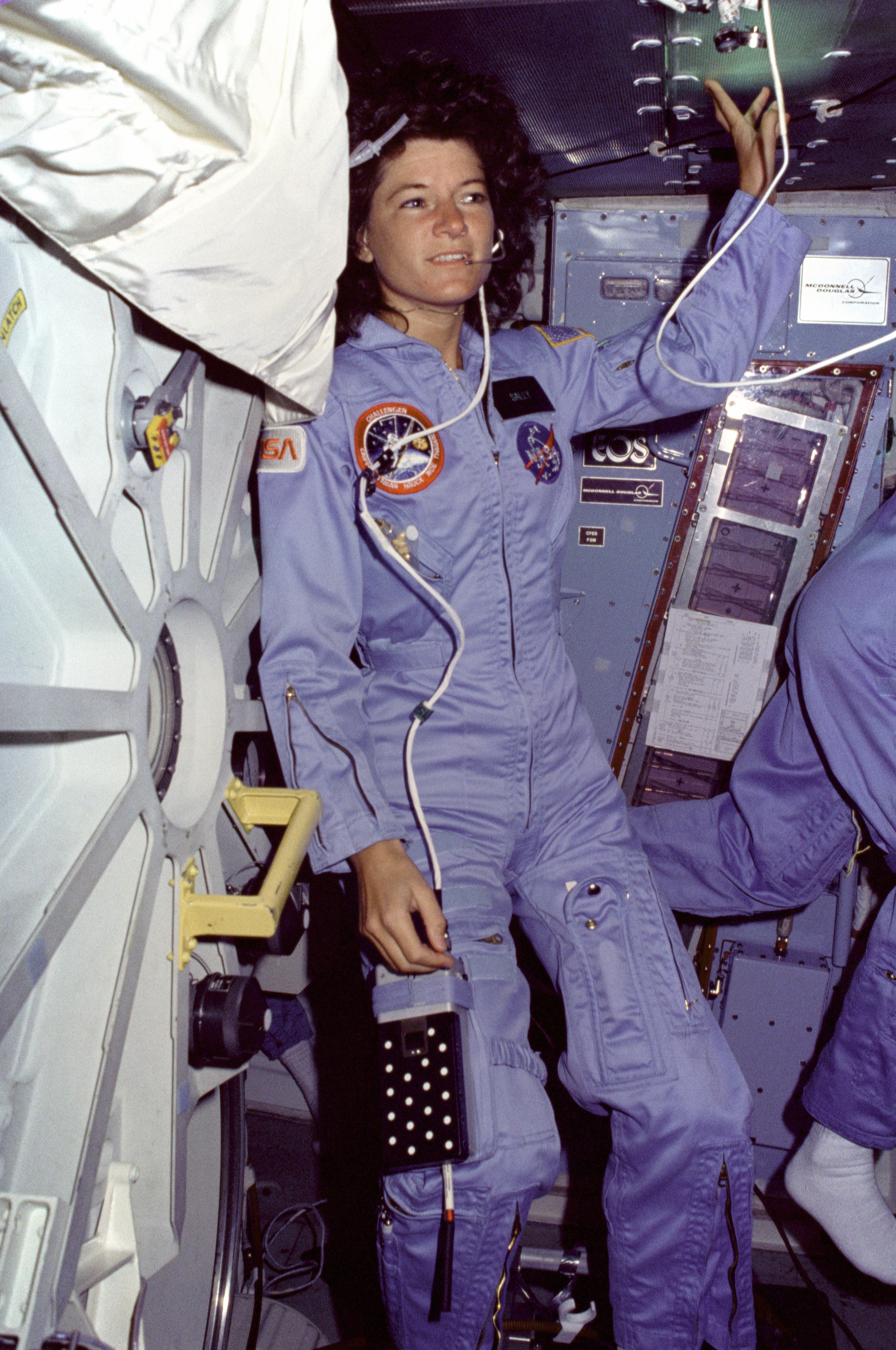
سالی راید با لباس کاری فضانوردان در حالت بی‌وزنی در عرشه میانی شاتل فضایی چلنجر.

سالی راید یکی از ۸۰۰۰ نفری بود که در پی انتشار آگهی استخدام ناسا برای فضانوردان جدید، برای عضویت در این سازمان فضایی اقدام کرده بودند. در ژانویه ۱۹۷۸ در ناسا پذیرفته شد و پس از یک سال آموزش، ناسا او را برای شرکت در مأموریت‌های آینده شاتل فضایی مناسب ارزیابی کرد. سالی راید به عنوان یکی از معدود زنان در گروه فضانوردان آمریکایی، کانون توجه رسانه‌ای بسیار بود. حتی در یکی از مصاحبه‌ها از وی پرسیده شد: «آیا در صورت عدم موفقیت در انجام کارهایتان گریه می‌کنید؟»
وی کار خود را در ناسا به عنوان مسئول ارتباط رادیویی زمینی با شاتل‌های فضایی در مدار (CapCom) طی مأموریت‌های اس‌تی‌اس-۲ و اس‌تی‌اس-۳ آغاز نمود، و در طراحی بازوی روباتیک کانادارم نیز نقش داشت.

### پروازهای فضایی
سالی راید در ۱۸ ژوئن ۱۹۸۳ (برابر ۲۸ خرداد ۱۳۶۲) در سن ۳۲ سالگی، با مأموریت اس‌تی‌اس-۷ سوار بر شاتل فضایی چلنجر به مدار زمین رفت و عنوان نخستین فضانورد زن آمریکایی، جوانترین فضانورد آمریکایی تا آن تاریخ، و سومین فضانورد زن جهان را از آن خود کرد (پیش از سالی راید، دو فضانورد زن از روسیه با نام‌های والنتینا ترشکووا و اسوتلانا ساویتسکایا به ترتیب در سال‌های ۱۹۶۳ و ۱۹۸۲ به فضا رفته بودند). در طی این مأموریت، فضانوردان شاتل چلنجر علاوه بر قرار دادن دو ماهواره مخابراتی در مدار زمین، چند آزمایش علمی در زمینه داروسازی نیز به انجام رساندند. سالی راید نخستین زن فضانوردی بود که از بازوی روباتیک استفاده کرد و همچنین نخستین فضانوردی بود که به وسیلهٔ کانادارم یک ماهواره قدیمی را از مدار برداشته و در مخزن بار شاتل نشاند.
دومین مأموریت فضایی سالی راید اس‌تی‌اس-۴۱-جی بود که در روز ۵ اکتبر ۱۹۸۴ (۱۳ مهر ۱۳۶۳) و دوباره سوار بر شاتل فضایی چلنجر آغاز شد. در این مأموریت، برای نخستین بار ۷ فضانورد از جمله دو فضانورد زن بر عرشه فضاپیما حضور داشتند. در کنار انجام وظایف اصلی، برای نخستین بار یک دوربین آی‌مکس توسط این فضاپیما به فضا برده شد تا با استفاده از آن مستندی با کیفیت بالا از فرایند عملیات فضانوردان تهیه شود.
پس از این دو مأموریت، سالی راید به مدت ۸ ماه برای مأموریت سوم خود آموزش دید، اما فاجعه انفجار شاتل فضایی چلنجر در سال ۱۹۸۶، پروازهای شاتل را برای مدتی متوقف کرد و در نتیجه پرواز فضایی وی نیز لغو شد.

### مسئولیت‌های اداری
سالی راید پس از فاجعه چلنجر به عضویت کمیته ریاست جمهوری برای بررسی سانحه چلنجر درآمد و مدیریت زیرگروه عملیات را به عهده گرفت. پس از پایان بررسی سانحه، به دفتر مرکزی ناسا در شهر واشینگتن دی‌سی منتقل شد و مدیریت برنامه‌ریزی راهبردی ناسا را عهده‌دار شد. در این مسئولیت، سالی راید گزارشی دربارهٔ فعالیت‌های فضایی پیشنهادی آینده آمریکا تهیه کرد که با نام رسمی «رهبری و آینده آمریکا در فضا» و نام غیررسمی «گزارش راید» شناخته می‌شود. وی همچنین «دفتر کاوش‌های ناسا» را بنیان نهاد.

## پس از ناسا

سالی راید در حال ارتباط با مرکز کنترل زمینی از کابین خلبان شاتل فضایی چلنجر.

سالی راید در سال ۱۹۸۷ کار خود در ناسا را رها کرد و به دانشگاه استنفورد بازگشت تا در مرکز امنیت بین‌المللی و کنترل تسلیحات به کار مشغول گردد. در سال ۱۹۸۹ کرسی استادی فیزیک در دانشگاه کالیفرنیا در سن دیگو به وی داده شد و هم‌زمان به مدیریت انستیتوی فضایی کالیفرنیا برگزیده شد. در سال ۲۰۰۳ و پس از فاجعه انفجار شاتل فضایی کلمبیا، از وی برای عضویت در کمیته بررسی سانحه شاتل کلمبیا دعوت به عمل آورده شد.
علاوه بر پژوهش‌های فیزیکی و فضانوردی، سالی راید «شرکت علوم سالی راید» را در سال ۲۰۰۱ بنیان گذارد؛ تمرکز این شرکت در تولید محتوا، ابزار و برنامه‌های مورد نیاز برای آموزش علوم در مقاطع دبستان و راهنمایی، به ویژه تشویق دختران برای وارد شدن به رشته‌های علوم پایه است.
سالی راید تنها شخصیت شناخته شده‌ای بود که از راجر بوژولی پس از افشاگری‌هایش دربارهٔ سانحه چلنجر حمایت کرد. راجر بوژولی یکی از مهندسان شرکت مورتون-ثیوکول، سازنده راکت‌های سوخت جامد شاتل‌های فضایی برای ناسا بود. بوژولی ماه‌ها پیش از سانحه چلنجر هشدار داده بود که اشکالات عمده‌ای در طراحی موشک‌های سوخت جامد شاتل‌های وجود دارد و اگر این اشکالات برطرف نشوند ممکن است فاجعه بزرگی رخ دهد، پیش‌بینی‌ای که با انفجار چلنجر به حقیقت پیوست. پس از طرد راجر بوژولی از شرکت به خاطر افشاگری‌هایش، سالی راید در یک گردهمایی عمومی وی را در آغوش کشید تا پشتیبانی خود را از بوژولی و اخلاق‌مداری وی نشان دهد.
سالی راید در سال ۲۰۰۸ از انتخاب باراک اوباما به ریاست جمهوری ایالات متحده آمریکا حمایت کرد.
در سال ۲۰۰۹، سالی راید به عضویت «کمیته مرور برنامه‌های فضایی سرنشین‌دار آمریکا» برگزیده شد، کمیته‌ای که گزارش نهایی‌اش را به درخواست دفتر سیاست‌های علوم و فناوری ریاست جمهوری آمریکا تهیه کرد.
سالی راید پنج کتاب دربارهٔ فضا و فضانوردی برای کودکان نوشته‌است که هدف آن‌ها تشویق کودکان به مطالعه علوم می‌باشد.

## زندگی شخصی

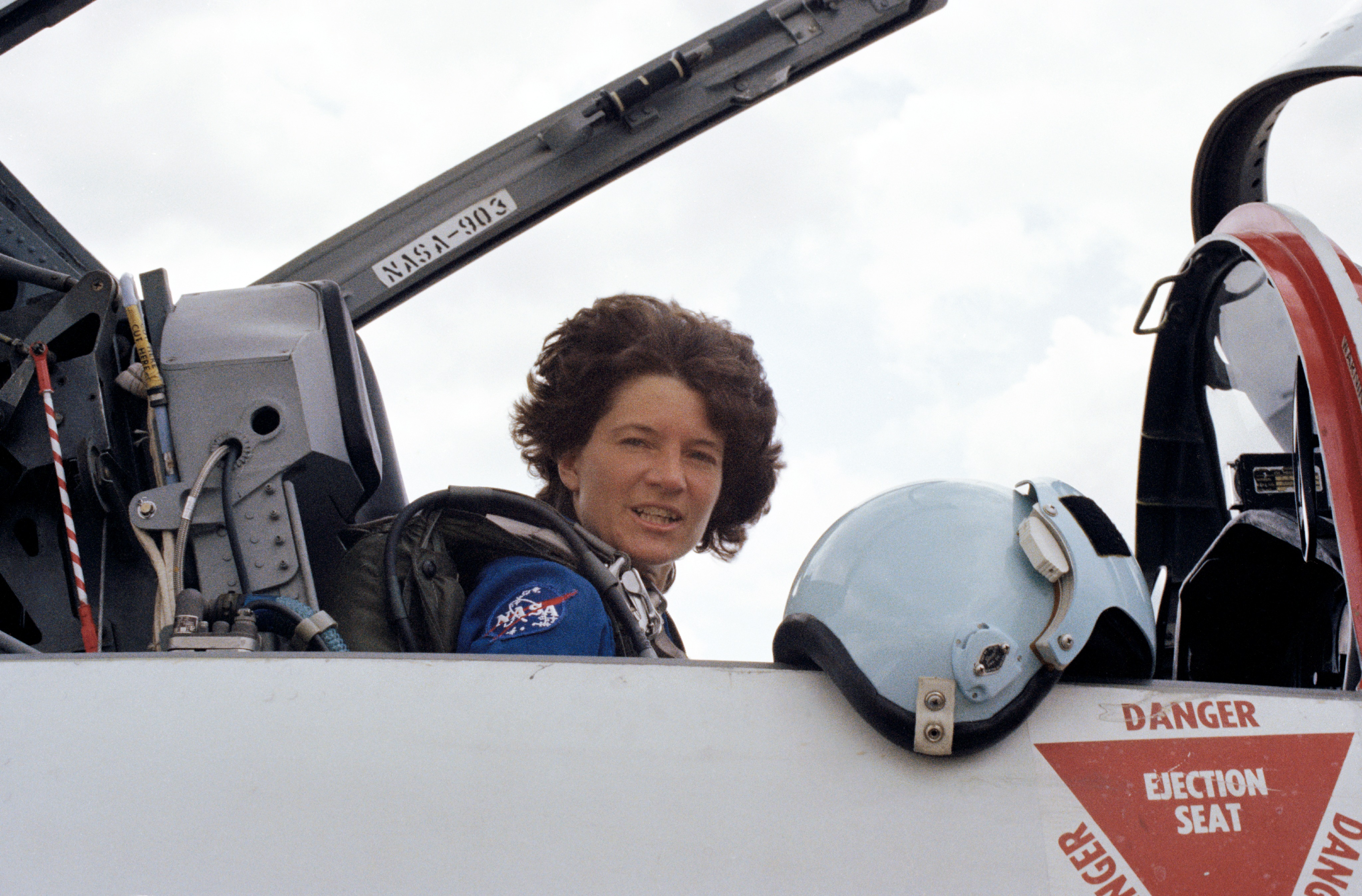
سالی کریستن راید

سالی راید در سال ۱۹۸۲ با یکی از فضانوردان ناسا به نام استیو هاولی ازدواج کرد؛ ازدواج این دو در سال ۱۹۸۷ به طلاق انجامید.
از سال ۱۹۹۵ تا مرگ، سالی راید زندگی را در کنار دکتر تم اوشانسی، دوست دختر قدیمی از دوران تنیس‌بازی، گذراند. دکتر اوشانسی که در آغاز حرفه آموزگاری را برگزیده بود، مدیر عامل شرکت علوم سالی راید شد و مشترکاً با راید اقدام به انتشار چند جلد کتاب کرد. رابطه همجنس‌گرایانه سالی راید و تم اوشنانسی پس از مرگ وی توسط خواهر راید و سخنگوی شرکت علوم سالی راید تأیید شد؛ خود راید این مسئله را کاملاً خصوصی می‌دانست و در طول زندگی از جزئیات آن سخنی به میان نیاورد.

## مرگ
سالی راید پس از ۱۷ ماه مبارزه با سرطان لوزالمعده، سرانجام در ۲۳ ژوئیه ۲۰۱۲ (برابر ۲ مرداد ۱۳۹۱) چشم از جهان فروبست.

## افتخارات و نشان‌ها
- جایزه افتخاری فون براون از انجمن ملی فضایی
- نشان عقاب لیندبرگ
- جایزه افتخاری تئودور روزولت از انجمن ملی ورزش‌های دانشگاهی (NCAA)
- عضو لیست مشاهیر ملی آمریکا
- عضو لیست فضانوردان مشهور آمریکا
- عضویت در لیست مشاهیر کالیفرنیا
- دریافت دو مدال افتخاری پرواز فضایی ناسا

سالی راید تنها کسی بود که در دو کمیته بررسی سانحه‌های شاتل چلنجر و شاتل کلمبیا حضور داشت.
دو دبستان در ایالت‌های تگزاس و مریلند در کشور آمریکا به نام وی نامگذاری شده‌اند.